# Hidalgotitlán
Hidalgotitlán är en ort i Mexiko.   Den ligger i kommunen Hidalgotitlán och delstaten Veracruz, i den sydöstra delen av landet, 500 km öster om huvudstaden Mexico City. Hidalgotitlán ligger 27 meter över havet och antalet invånare är 3 770.
Terrängen runt Hidalgotitlán är mycket platt. Runt Hidalgotitlán är det ganska glesbefolkat, med 29 invånare per kvadratkilometer. Närmaste större samhälle är Coacotla, 18,4 km norr om Hidalgotitlán. Omgivningarna runt Hidalgotitlán är en mosaik av jordbruksmark och naturlig växtlighet.